# Liga Nacional de Básquetbol
Die Liga Nacional de Básquetbol (LNB) ist eine professionelle Basketballliga in Argentinien. Sie wurde im Jahre 1984 gegründet.

## Vereine der LNB-Saison 2024/25
- Asociación Atlética Quimsa
- Asociación Deportiva Atenas
- Club Atlético Argentino (Junín)
- Club Atlético Boca Juniors
- Club Atlético Obras Sanitarias de la Nación
- Club Atlético Peñarol (Mar del Plata)
- Club Atlético Platense
- Club Atlético Riachuelo (La Rioja)
- Club Atlético San Lorenzo de Almagro
- Club Atlético Unión
- Club Ciclista Olímpico
- Club Ferro Carril Oeste
- Club Gimnasia y Esgrima (Comodoro Rivadavia)
- Club de Regatas Corrientes
- Club San Martín de Corrientes
- Club Social y Deportivo Comunicaciones (Mercedes)
- Instituto Atlético Central Córdoba
- La Unión de Formosa
- Oberá Tenis Club
- Zarate Basket

## Endspiele
| Saison    | Meister                            | Gegner                             | Ergebnis                           | MVP Liga                           | MVP Finale                         | Meistertrainer                     |
| --------- | ---------------------------------- | ---------------------------------- | ---------------------------------- | ---------------------------------- | ---------------------------------- | ---------------------------------- |
| 2024–25   | Boca Juniors                       | Instituto                          | 4-3                                | J. Vildoza (Boca Juniors)          | J. Vildoza (Boca Juniors)          | Gonzalo Pérez                      |
| 2023–24   | Boca Juniors                       | Instituto                          | 4-2                                | B. Robinson (Quimsa)               | J. Vildoza (Boca Juniors)          | Gonzalo Pérez                      |
| 2022–23   | Quimsa                             | Boca Juniors                       | 4-1                                | Y. Mencia (Gimnasia (CR))          | E. Anderson (Quimsa)               | Leandro Ramella                    |
| 2021–22   | Instituto                          | Quimsa                             | 3-2                                | E. Anderson (Quimsa)               | M. Cuello (Instituto)              | Lucas Victoriano                   |
| 2020–21   | San Lorenzo                        | Quimsa                             | 3-2                                | F. Zurbriggen (Obras)              | J. Vildoza (San Lorenzo)           | Silvio Santander                   |
| 2019–20   | wegen Covid-19-Pandemie ausgesetzt | wegen Covid-19-Pandemie ausgesetzt | wegen Covid-19-Pandemie ausgesetzt | wegen Covid-19-Pandemie ausgesetzt | wegen Covid-19-Pandemie ausgesetzt | wegen Covid-19-Pandemie ausgesetzt |
| 2018–19   | San Lorenzo                        | Instituto                          | 4-2                                | M. Mata (San Lorenzo)              | D. Tucker (San Lorenzo)            | Gonzalo García                     |
| 2017–18   | San Lorenzo                        | San Martín                         | 4-2                                | G. Deck (San Lorenzo)              | G. Deck (San Lorenzo)              | Gonzalo García                     |
| 2016–17   | San Lorenzo                        | Regatas Corrientes                 | 4-1                                | D. Tucker (Estudiantes Concordia)  | G. Deck (San Lorenzo)              | Julio Lamas                        |
| 2015–16   | San Lorenzo                        | La Unión                           | 4-0                                | J. Williams (Ciclista Olímpico)    | W. Herrmann (San Lorenzo)          | Julio Lamas                        |
| 2014–15   | Quimsa                             | Gimnasia (CR)                      | 4-2                                | N. Aguirre (Quimsa)                | R. Battle (Quimsa)                 | Silvio Santander                   |
| 2013–14   | Peñarol                            | Regatas Corrientes                 | 4-2                                | W. Herrmann (Atenas)               | F. Campazzo (Peñarol)              | Fernando Rivero                    |
| 2012–13   | Regatas Corrientes                 | Lanús                              | 4-0                                | P. Quinteros (Regatas)             | P. Quinteros (Regatas)             | Nicolás Casalánguida               |
| 2011–12   | Peñarol                            | Obras                              | 4-2                                | J. Gutiérrez (Obras)               | F. Campazzo (Peñarol)              | Sergio Hernández                   |
| 2010–11   | Peñarol                            | Atenas                             | 4-1                                | J. Gutiérrez (Obras)               | L. Gutiérrez (Peñarol)             | Sergio Hernández                   |
| 2009–10   | Peñarol                            | Atenas                             | 4-1                                | L. Gutiérrez (Peñarol)             | L. Gutiérrez (Peñarol)             | Sergio Hernández                   |
| 2008–09   | Atenas                             | Peñarol                            | 4-2                                | D. Jackson (Peñarol)               | Andre Laws (Atenas)                | Rubén Magnano                      |
| 2007–08   | Libertad                           | Quimsa                             | 4-0                                | L. Gutierrez (Boca Juniors)        | L. Profit (Libertad)               | Julio Lamas                        |
| 2006–07   | Boca Juniors                       | Peñarol                            | 4-2                                | G.Mikulas (Peñarol)                | L. Gutiérrez (Boca Juniors)        | Gabriel Piccato (interim)          |
| 2005–06   | Gimnasia (CR)                      | Libertad                           | 4-2                                | L. Gutiérrez (Ben Hur)             | G.Cocha (Gimnasia (CR))            | Fernando Duro                      |
| 2004–05   | Ben Hur                            | Boca Juniors                       | 4-1                                | L.Gutiérrez (Ben Hur)              | L. Gutiérrez (Ben Hur)             | Julio Lamas                        |
| 2003–04   | Boca Juniors                       | Gimnasia y Esgrima La Plata        | 4-2                                | L. Gutiérrez (Ben Hur)             | B. Wilson (Boca Juniors)           | Sergio Hernández                   |
| 2002–03   | Atenas                             | Boca Juniors                       | 4-2                                | B. Labaque (Atenas)                | D. Lo Grippo (Atenas)              | Oscar Alberto Sánchez              |
| 2001–02   | Atenas                             | Estudiantes (O)                    | 4-1                                | D. Farabello (Quilmes)             | W. Herrmann (Atenas)               | Horacio Seguí                      |
| 2000–01   | Estudiantes (O)                    | Libertad                           | 4-1                                | W. Herrmann (Atenas)               | B.Wilson (Estudiantes (O))         | Sergio Hernández                   |
| 1999–2000 | Estudiantes (O)                    | Atenas                             | 4-3                                | R.Wolkowyski (Estudiantes (O))     | R.Wolkowyski (Estudiantes (O))     | Sergio Hernández                   |
| 1998–99   | Atenas                             | Independiente                      | 4-3                                | H. Campana (Atenas)                | D. Osella (Atenas)                 | Rubén Magnano                      |
| 1997–98   | Atenas                             | Boca Juniors                       | 4-0                                | F. Oberto (Atenas)                 | F. Oberto (Atenas)                 | Rubén Magnano                      |
| 1996–97   | Boca Juniors                       | Independiente                      | 4-1                                | J.Racca (Olimpia)                  | B. Wilson (Boca Juniors)           | Julio Lamas                        |
| 1995–96   | Olimpia                            | Atenas                             | 4-3                                | M.Wilson (Olimpia)                 | J. Racca (Olimpia)                 | Horacio Seguí                      |
| 1994–95   | Independiente                      | Olimpia                            | 4-1                                | H.Montenegro (Gimnasia (CR))       | E. De la Fuente (Independiente)    | Mario Guzmán                       |
| 1993–94   | Peñarol                            | Independiente                      | 4-1                                | M.Milanesio (Atenas)               | E. De la Fuente (Peñarol)          | Néstor García                      |
| 1992–93   | G.E.P.U.                           | Atenas                             | 4-2                                | J.Espil (G.E.P.U.)                 | J. Espil (G.E.P.U.)                | Orlando Ferratto                   |
| 1991–92   | Atenas                             | G.E.P.U.                           | 4-1                                | M. Milanesio (Atenas)              | H. Campana (Atenas)                | Rubén Magnano                      |
| 1990–91   | G.E.P.U.                           | Estudiantes (BB)                   | 4-2                                | H. Campana (G.E.P.U.)              | H. Campana (G.E.P.U.)              | Daniel Rodríguez                   |
| 1990      | Atenas                             | Sport Club Cañadense               | 3-0                                | H. Campana (River Plate)           | M. Milanesio (Atenas)              | Walter Garrone                     |
| 1989      | Ferro Carril Oeste                 | Atenas                             | 3-2                                | H. Campana (River Plate)           | J. Thomas (Ferro)                  | León Najnudel                      |
| 1988      | Atenas                             | River Plate                        | 3-0                                | --- (---)                          | C. Cerutti (Atenas)                | Walter Garrone                     |
| 1987      | Atenas                             | Ferro Carril Oeste                 | 3-1                                | G. Filloy (Atenas)                 | H. Campana (Atenas)                | Walter Garrone                     |
| 1986      | Ferro Carril Oeste                 | Olimpo                             | 3-1                                | --- (---)                          | M.Schlegel (Ferro)                 | Luis Martínez                      |
| 1985      | Ferro Carril Oeste                 | Atenas                             | 2-1                                | --- (---)                          | S. Uranga (Ferro)                  | Luis Martínez                      |

## LNB-meister
- 9 Titel: Asociación Deportiva Atenas
- 5 Titel: Club Atlético Peñarol (Mar del Plata)
- 5 Titel: Club Atlético San Lorenzo de Almagro
- 5 Titel: Club Atlético Boca Juniors
- 3 Titel: Club Ferro Carril Oeste
- 2 Titel: Club Gimnasia y Esgrima y Pedernera Unidos
- 2 Titel: Club Atlético Estudiantes (Olavarría)
- 2 Titel: Asociación Atlética Quimsa
- 1 Titel: Club Sportivo Independiente (General Pico)
- 1 Titel: Olimpia Basketball Club (Venado Tuerto)
- 1 Titel: Club Sportivo Ben Hur
- 1 Titel: Club Gimnasia y Esgrima (Comodoro Rivadavia)
- 1 Titel: Club Deportivo Libertad (Sunchales)
- 1 Titel: Club de Regatas Corrientes
- 1 Titel: Instituto Atlético Central Córdoba

## Basketballpokal
Copa Súper 20
- 2025 – Boca Juniors
- 2024 – Quimsa
- 2023 – Gimnasia (CR)

Torneo Super 20
- 2021 – Instituto
- 2020 – Quimsa
- 2019 – San Lorenzo
- 2018 – Quimsa
- 2017 – San Martín de Corrientes

Copa Argentina
- 2010 – Peñarol
- 2009 – Quimsa
- 2008 – Atenas
- 2007 – Regatas Corrientes
- 2006 – Boca Juniors
- 2005 – Boca Juniors
- 2004 – Boca Juniors
- 2003 – Boca Juniors
- 2002 – Boca Juniors

Copa de Campeones
- 2000 – Estudiantes (O)
- 1999 – Atenas
- 1998 – Atenas
- 1997 – Olimpia (VT)